# Tour relais du Mont Pèlerin
La Tour relais du Mont Pèlerin est une tour de radiodiffusion et un émetteur de télévision, située au sommet du Mont Pèlerin, sur la commune de Chardonne, en Suisse. Elle est le siège régional de Swisscom Broadcast. La plate-forme d'observation Plein-Ciel au sommet de la tour est ouverte au public.

## Description
Située au sommet du Mont Pèlerin à 1 075 mètres d'altitude, la tour a été construite entre 1971 et 1974. Sur le toit de la structure en béton, se trouve un mât d'antenne tubulaire en acier d'une hauteur de 58,31 mètres et d'un diamètre de 2 mètres à sa base ; son poids est de 97 tonnes. Avec le mât, la hauteur de la tour est 122,61 mètres. La tour pèse 6 000 tonnes et est constituée de 7 500 mètres cubes de béton et d'une armature métallique pesant 250 tonnes. La surface de la façade est de 3 215 m2. La structure est conçue pour résister à des vents de 180 km/h, ce qui représente une pression du vent de 230 kg/m2.

## Historique
La première installation de transmission au sommet du Mont Pèlerin date de 1955, disposée dans une baraque en bois, c'est une liaison par faisceau hertzien de 23 voies téléphoniques. En 1959 un réémetteur de télévision est installé pour desservir la plaine du Rhône dans le Chablais.
En 1963 sont construits une nouvelle baraque en bois, un mât en acier et un équipement avec des faisceaux hertziens supportant 600 voies téléphoniques entre Lausanne et Sion. Un réseau par faisceaux hertziens est mis en place en 1965 pour la télévision nationale ainsi que pour l’Eurovision. En 1966 est mis en service un nouvel émetteur de télévision. Un nouveau faisceau hertzien de 300 voies téléphoniques entre Lausanne et Yverdon est installé en 1968. 
La route d'accès jusqu’au sommet est construite en 1970. En 1971 débutent les travaux de la tour et de nouveaux faisceaux hertziens téléphoniques de 1800 voies chacun sont établis depuis Lausanne en direction de Zurich et de Sion. Les travaux de bétonnage s'achèvent en 1972 et le mât est posé. Les nouveaux émetteurs de télévision en UHF sont mis en service en 1973. En 1974, la tour est achevée et une nouvelle liaison par faisceaux hertziens entre Lausanne et Berne est installée. 
Les deux émetteurs radio OUC La Première et Espace 2 sont mis en service en 1983, l’émetteur OUC Couleur 3 en 1986. En 1995 l’ascenseur panoramique Plein-Ciel est inauguré et un émetteur TV analogique supplémentaire pour la quatrième chaîne de télévision suisse est mis en service, d’abord appelée « Suisse 4 », elle deviendra TSR 2 par la suite. La télévision numérique terrestre TNT ou DVB-T (Digital Video Broadcasting Terrestrial) diffusant 4 programmes est mis en service en 2005. En 2007 un émetteur de radio numérique DAB (Digital Audio Broadcasting) diffusant 10 programmes est installé. La même année, après 48 ans d’émission depuis le site du Mont-Pèlerin, les antennes de la télévision analogique sont arrêtés. En 2008 est mis en service la télévision numérique portable DVB-H (Digital Video Broadcasting-Handheld).
Les installations de chauffage et de ventilation sont assainis en 2012. L'année suivante une chaudière à pellets est mise en place. En 2014 le Mont Pèlerin devient le siège régional de Swisscom Broadcast et une salle de conférence est créée au 18e étage. En 2015 des émetteurs OUC sont installés au 15e étage et l'installation Plein-Ciel fête ses 20 ans.

## Fréquences et Programmes

### Radiodiffusion analogique (VHF)
| Fréquence (MHz) | Programme       | RDS PS   | RDS PI | PAR (kW) | Diagramme de rayonnement Omnidirectionnel (O)/Directionnel (D) | Polarisation horizontal (H)/vertical (V) | Remarque |
| --------------- | --------------- | -------- | ------ | -------- | -------------------------------------------------------------- | ---------------------------------------- | -------- |
| 90,6            | Couleur 3       | COULEUR3 | 43D3   | 2        | D (340–10°)                                                    | H                                        | –        |
| 91,6            | RTS La Première | RTS-1ERE | 43D1   | 2        | D (340–10°)                                                    | H                                        | –        |
| 101,5           | Espace 2        | ESPACE_2 | 43D2   | 2        | D (340–10°)                                                    | H                                        | –        |

Cette diffusion analogique, a été supprimée le 31.12.2024 à minuit.

### Radiodiffusion numérique (DAB)
Le DAB est diffusé en polarisation verticale et en réseau isofréquence avec d'autres émetteurs.
| Mode III                   | Programme | PAR (in kW) | Diagramme de rayonnement Omnidirectionnel (O)/Directionnel (D) | Réseau isofréquence (SFN) |
| -------------------------- | --- | ----------- | -------------------------------------------------------------- | --- |
| 12A SRG SSR F01 (SUI0007A) | Mode DAB de la SRG SSR: - RTS La Première (88 kbit/s DAB+) - RTS La Première (56 kbit/s DAB) - Espace 2 (104 kbit/s DAB+) - Couleur 3 (88 kbit/s DAB+) - Option musique (88 kbit/s DAB+) - Option Musique (56 kbit/s DAB) - Radio SRF 1 (72 kbit/s DAB+) - Radio SRF Musikwelle (72 kbit/s DAB+) - RTR Radio Rumantsch (72 kbit/s DAB+) - RSI Rete Uno (72 kbit/s DAB+) - Radio Swiss Pop (88 kbit/s DAB+) - Radio Swiss Jazz (104 kbit/s DAB+) - Radio Swiss Classic (104 kbit/s DAB+) - World Radio Switzerland (88 kbit/s DAB+) | 5           | D (70–180°, 290°)                                              | - Berne : Châtelat-Moron, Ins, Leubringen, Münster BE, Chasseral, Sonceboz-Sombeval - Fribourg : Cordast, Galmis, Fribourg-centre ville, Mont-Gibloux - Genève : Genève-centre ville - Jura : Les Ordons, Delémont, Porrentruy - Neuchâtel : La Brévine, Mont Cornu (La Chaux-de-Fonds), Les Hauts-Geneveys, Le Locle, Saint-Sulpice NE, Val-de-Travers - Vaud : Vallée de Joux, Bonvillars, Signal de Bougy, Mont Pèlerin, Chavannes-sur-Moudon, La Dôle, Lausanne-centre ville, Montmagny, Château-d’Œx, Ollon, Premier, Renens, Sainte-Croix, Chalavornaire - Valais : Arbaz/Ayent, Bangis-Bruson, Grimentz, Ravoire, Nendaz, Champex-Lac. |

### Télévision numérique (DVB-T)
| Canal | Fréquence (in MHz) | Multiplex | Programme en Multiplex                 | PAR; (in kW) | Diagramme de rayonnement Omnidirectionnel (O)/Directionnel (D) | Polarisation horizontal (H) / vertikal (V) |
| ----- | ------------------ | --------- | -------------------------------------- | ------------ | -------------------------------------------------------------- | ------------------------------------------ |
| 34    | 578                | SRG F01   | - RTS Un - SRF 1 - RSI La 1 - RTS Deux | 10           | D (310–170°)                                                   | V                                          |

- La diffusion en norme DVB-T MPEG 2 SD a été définitivement coupée le 7 juillet 2019. Depuis, cet émetteur ne diffuse plus d'émission de télévision terrestre(par antenne classique).

### Télévision analogique (PAL)
Avant la conversion en DVB-T en 2007, la tour relais diffusait la télévision analogique. La diffusion analogique a cessé, définitivement le 25 juin 2007.
| Canal | Fréquence (MHz) | Programm | PAR (kW) | Diagramme de rayonnement Omnidirectionnel (O)/Directionnel (D) | Polarisation horizontal (H)/vertical (V) |
| ----- | --------------- | -------- | -------- | -------------------------------------------------------------- | ---------------------------------------- |
| 11    | 217,25          | TSR 1    | 5,8      | D                                                              | H                                        |
| 44    | 655,25          | SF 1     | 18       | D                                                              | H                                        |
| 47    | 679,25          | TSI 1    | 18       | D                                                              | H                                        |
| 52    | 719,25          | TSR 2    | 12,4     | D                                                              | H                                        |

## Plein-Ciel
La plate-forme d'observation de la tour, située à 64,3 mètres de hauteur, est accessible par un ascenseur panoramique. Contrairement à la plupart des autres tours relais (Bantiger, St. Chrischona, Uetliberg) cette plate-forme d'observation n'a pas été construite avec la tour, mais a été ajoutée en 1995.
Outre la plateforme d'observation, des visites guidée du site sont organisées.

Panorama à 360° depuis la plate-forme d'observation

## Accès
Par le funiculaire Vevey – Chardonne – Mont Pèlerin on atteint la station de Mont-Pèlerin depuis laquelle il faut compter environ 45 minutes de marche pour atteindre la tour relais. Arrivé en voiture, il faut parcourir environ 2 km à pied entre le parking et le site.